# فینال جام حذفی فوتبال ایتالیا ۲۰۲۲
فینال جام حذفی فوتبال ایتالیا ۲۰۲۲ هفتاد و پنجمین فصل از رقابت‌های کوپا ایتالیا بود. این مسابقه در ۱۱ مهٔ ۲۰۲۲ بین یوونتوس و اینتر میلان در ورزشگاه المپیک رم برگزار شد. در نهایت باشگاه فوتبال اینتر میلان با برتری در وقت اضافه برای هشتمین بار قهرمان کوپا ایتالیا شد.